# Hamburg-Köln-Express
Hamburg-Köln-Express GmbH (HKX) era una società privata di trasporto ferroviario con sede a Colonia che forniva servizi di trasporto ferroviario di passeggeri a lunga percorrenza in Germania.

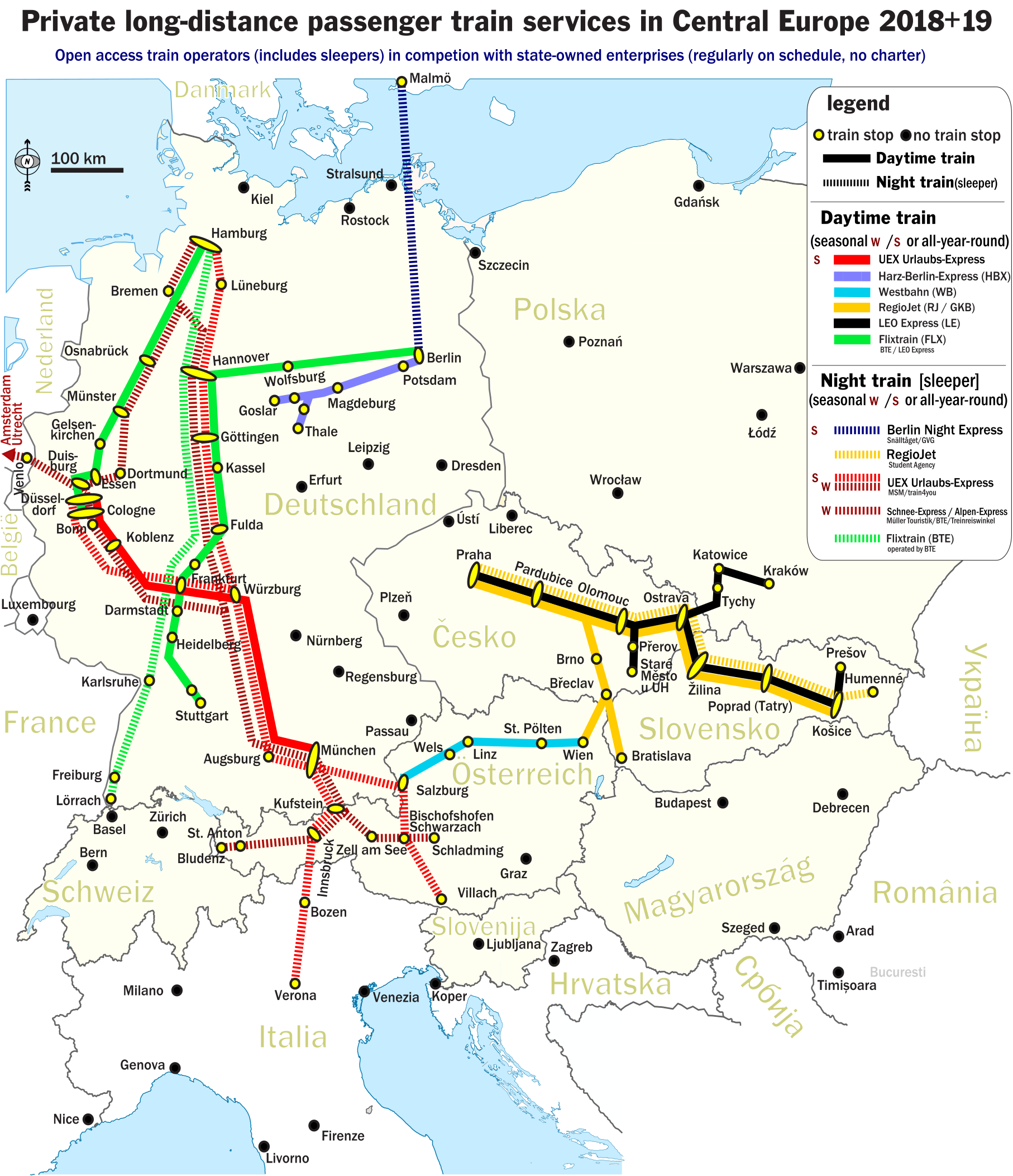
Mappa dei collegamenti. Successore del servizio HKX mostrato in verde brillante.

Dal 23 luglio 2012, HKX ha operato servizi regolari tra Amburgo-Altona e Colonia . Il viaggio durava circa 4h 20min, simile a quello dei servizi operati da DB ma con tariffe inferiori. Il 24 marzo 2018, Flixmobility, la capogruppo di Flixbus, ha rilevato le operazioni di HKX, la cui linea è stata successivamente ridefinita con il marchio Flixtrain, integrandolo anche con il network di Locomore, gestito da Leo Express, per conto di Flixmobility dal 2017.

## Inizio
I servizi erano stati pianificati per l'avvio all'inizio di Agosto 2010, ma sono stati posticipati poiché c'erano conflitti di percorso con la società Keolis nel processo di assegnazione delle rotte. Dopo che Keolis ha ritirato le sue richieste nell'aprile 2010, è stato firmato un contratto quadro nel giugno 2010. Il contratto quadro scadeva nel dicembre 2015.
A marzo 2012 il servizio proposto non aveva ancora ricevuto l'approvazione di sicurezza dall'Autorità Ferroviaria Federale .
HKX ha iniziato a vendere i biglietti il 4 luglio 2012 e ha iniziato i servizi il 23 luglio 2012.

## Operazioni

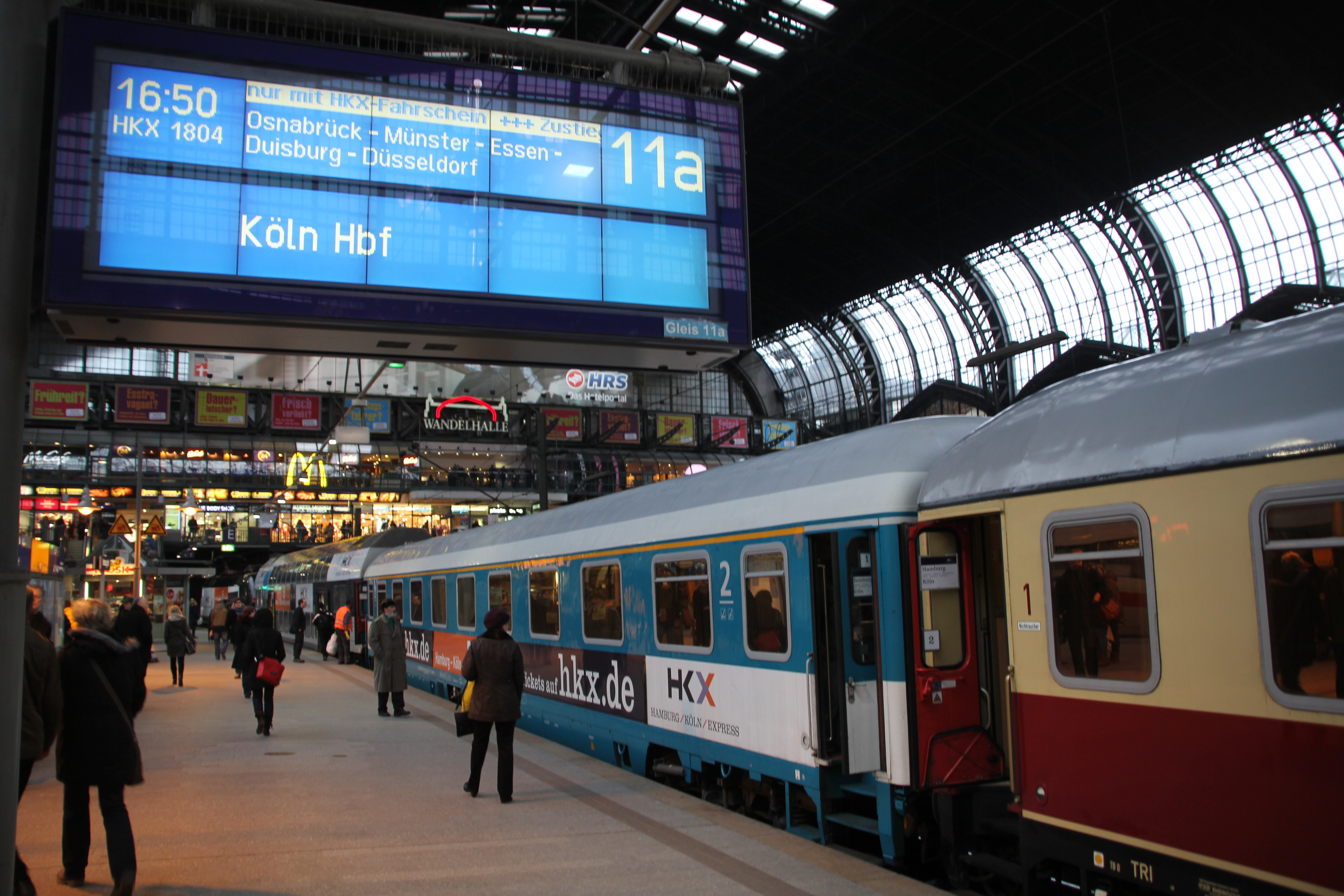
Treno HKX composto da ex carrozze passeggeri della Deutsche Reichsbahn UIC-Z ad Amburgo Hauptbahnhof, febbraio 2013

HKX gestiva almeno un treno a tratta ogni giorno, dal venerdì al lunedì. Le tariffe per l'intera tratta avevano un range di prezzo tra i 20 e i 60€.
L'Hamburg-Köln-Express fermava nella maggior parte delle stazioni intermedie servite anche dai treni a lunga percorrenza DB, escluse l'aeroporto di Düsseldorf e Bremen Hbf . HKX utilizzava la linea merci bypassando Brema, riducendo così il tempo di viaggio per Amburgo. Invece, era stata pianificata una sosta aggiuntiva vicino a Sagehorn. I treni si fermavono solo ad Amburgo, Osnabrück, Münster, Gelsenkirchen, Essen, Duisburg, Düsseldorf e Köln.
Il 14 marzo 2012 Veolia Verkehr, una controllata di Veolia-Transdev, ha firmato un accordo per la gestione dei servizi sotto contratto con HKX. Veolia forniva conducenti e locomotive. Temporaneamente, i servizi sono stati effettuati con ex carrozze Rheingold trainate da locomotive elettriche Siemens ES 64 U2 tipo "Taurus" in leasing, che dovevano essere sostituite da convogli del tipo Classe 4010 ricondizionati precedentemente di proprietà di ÖBB .
A partire da dicembre 2015, gli autobus erano forniti dalla Bahn Touristik Express che gestiva anche i treni sotto contratto con HKX. Tra Colonia e Amburgo circolava un treno al giorno dal venerdì al lunedì con una velocità massima di 160 km/h.

## I fondatori dell'azienda
- RDC Deutschland GmbH (75%) ha sede a Berlino ed è una controllata al 100% della Railroad Development Corporation (RDC). RDC è una società di investimento e gestione ferroviaria con sede a Pittsburgh, fondata nel 1987 da Henry Posner III e Robert A. Pietrandrea, che ha investito in operazioni ferroviarie in tutto il mondo.
- Locomore rail GmbH & CO. KG (17,5%) è un'impresa ferroviaria di Berlino specializzata nel traffico a lunga percorrenza.
- Michael Schabas (7,5%) è un investitore ferroviario di Londra.

## Gestione
Eva Kreienkamp, CEO e CFO, responsabile per lo sviluppo aziendale, la strategia, il marketing, le vendite, la comunicazione, le finanze, il controllo, le questioni legali, gli acquisti, le risorse umane. Anche amministratore delegato RDC Deutschland GmbH. Nel giugno 2014 ha lasciato l'azienda. Carsten Carstensen, COO, responsabile delle operazioni ferroviarie e delle operazioni di servizio. Ha assunto la carica di CEO dopo il congedo di Kreienkamp. Fu anche amministratore delegato della società di traffico ferroviario Locomore Rail GmbH prima del 2012.